# Guillem de Santcliment
Guillem de Santcliment i de Centelles (Catalogna, c. 1530 – Praga, 3 settembre 1608) è stato un nobile e ambasciatore spagnolo.

## Biografia
Era figlio di Joan de Santcliment, governatore del castello di Salses (figlio di Guillem de Santcliment e di Joana d'Hostalric-Sabastida i Llull, figlia del viceammiraglio e veguer di Barcellona Joan de Sabastida i d'Hostalric) e di Elisabet de Centelles (figlia di Lluis de Centelles, barone di Centelles). Apparteneva ad un delle più potenti famiglie dell'oligarchia urbana di Barcellona. Sposò Margarida de Cardona.
Servì in marina, partecipando alla battaglia di Lepanto. Fu consigliere di Luis de Zúñiga y Requesens, governatore dei Paesi Bassi spagnoli, e nel 1581 venne nominato ambasciatore spagnolo presso la corte di Rodolfo II d'Asburgo, Imperatore del Sacro Romano Impero. Pare che questa nomina non sia stata molto gradita al Santcliment, il quale riteneva per sé più confacente un incarico nell'area mediterranea: infatti in una lettera del 18 gennaio 1576 inviata a Filippo II, il governatore Luis de Zúñiga y Requesens lo segnalava come possibile viceré di Maiorca, essendo la carica all'epoca vacante, evidenziando il suo merito di aver partecipato alla guerra di Las Alpujarras.
Guillem de Santcliment godette di una grande influenza alla Corte imperiale, ottenendo la stima di molti, tra cui Ernesto d'Austria, Mattia d'Asburgo, Massimiliano III d'Austria, Maria di Spagna: lo dimostrano le varie lettere di costoro indirizzate al Santcliment.
A Praga entrò in contatto con la repubblica delle lettere, conobbe Tycho Brahe, John Dee, Giordano Bruno. Tra Guillem de Santcliment e Giordano Bruno nacque una solida amicizia, rafforzata dai loro interessi comuni: il filosofo italiano dedicò all'ambasciatore il prologo dell'opera De specierum scrutinio et lampade combinatoria Raymundi Lullii, pubblicata a Praga nel 1588.
Nella capitale boema il Santcliment si impegnò a promuovere il pensiero del famoso filosofo e teologo catalano Ramon Llull, del quale era seguace e discendente per via materna: grazie a questa sua iniziativa poté conoscere il lullismo anche il celebre pedagogo ceco Jan Amos Komenský. Si distinse come collezionista e mecenate delle arti, nonché promotore delle nuove correnti filosofiche. Lasciò la sua grande biblioteca in legato al Collegio dei Gesuiti di Praga.
Dopo la morte di Alessandro Farnese nel 1592, si apre nei Paesi Bassi spagnoli un periodo di forte instabilità politica e si susseguono in breve tempo vari governatori: questa situazione costringe il Santcliment a lasciare il suo incarico diplomatico a Praga per recarsi a Bruxelles. Essendo stato nei Paesi Bassi spagnoli al tempo del Requesens, fu nominato nel 1594 consigliere dell'arciduca Ernesto d'Austria, insieme a Pedro Enríquez de Acevedo e a Esteban de Ibarra. Rimase nei Paesi Bassi spagnoli fino al 1598.
Nel 1588, mentre ricopriva l'incarico di ambasciatore di Spagna a Praga, si prese cura di Francesco Gonzaga, futuro marchese di Castiglione allora undicenne e paggio imperiale, inviato alla corte imperiale affinché fosse educato. Guillem svolse un ruolo importante, nel 1593, nella composizione della vertenza presso la corte imperiale seguita all'assassinio a Castel Goffredo del marchese Rodolfo Gonzaga, che vedeva di fronte il legittimo erede, Francesco, opposto allo strapotere del duca di Mantova Vincenzo I Gonzaga, che intendeva appropriarsi del marchesato di Castel Goffredo. Il Santcliment intravedeva la possibilità di assoggettare Castel Goffredo alla Spagna, che teneva già da alcuni anni un presidio nel paese. Ma la vertenza fu decisa nel 1596 dall'imperatore Rodolfo II d'Asburgo, che lasciò Castel Goffredo al duca di Mantova, dietro lauta ricompensa. Guillem si adoperò per trovare a Francesco una sposa di alto lignaggio e la scelta cadde su Bibiana von Pernstein, figlia di Vratislav von Pernstein, Gran Cancelliere di Boemia e di Maria Maximiliana Manrique de Lara y Briceno (1538-1608), che il Gonzaga sposò a Praga nel 1598.
Il 25 ottobre 1603 Guillem Ramon nel suo palazzo a Praga redasse e firmò il suo testamento: in una delle clausole della sua volontà, stabilì per dopo la sua morte la celebrazione di due requiem perpetui quotidiani presso l'altare della chiesa di San Martino nel convento di santa Caterina a Barcellona. Per pagare queste messe, due delle quali dovevano essere cantate solennemente, donò al convento una torre che aveva a San Gervasio. Se accettata dal convento, avrebbe dovuto nominarla torre di San Ramon, venderla e destinare l'importo ottenuto per pagare le messe menzionate.
Il 3 settembre 1608, cinque anni dopo aver scritto le sue volontà, Guillem Ramon de Santcliment morì a Praga, venne sepolto nella chiesa di San Tommaso, e successivamente il suo corpo venne traslato in Spagna: oggi si trova nel convento di Santa Caterina a Barcellona.